# Втрати 126-ї окремої бригади берегової оборони (РФ)
У статті наведено подробиці втрат 126-ї окремої бригади берегової оборони Збройних сил РФ у різних військових конфліктах.

## Російсько-українська війна
| п/п | Прізвище, ім'я, по-батькові                                             | Звання / Посада                                                            | Дата народження | Дата смерті   | Місце смерті                                |
| --- | ----------------------------------------------------------------------- | -------------------------------------------------------------------------- | --------------- | ------------- | ------------------------------------------- |
| 1.  | Артемов Данило Олександрович (рос. Артемов Даниил Александрович)        | молодший сержант, розвідник-снайпер                                        | 13.06.1999      | 25.02.2022    | м. Нова Каховка, Херсонська область         |
| 2.  | Бондарєв Станіслав В'ячеславович (рос. Бондарев Станислав Вячеславович) | рядовий                                                                    | 29.07.2000      | 25.02.2022    |                                             |
| 3.  | Єрмолін Михайло Анатолійович (рос. Ермолин Михаил Анатольевич)          | підполковник, командир дивізіону                                           | 26.10.1985      | 02.03.2022    | Вознесенськ                                 |
| 4.  | Пілюгін Ілля Вадимиович (рос. Пилюгин Илья Вадимович)                   | лейтенант                                                                  | 07.05.1995      | 02.03.2022    |                                             |
| 5.  | Халілєєнко Кирило Ігорович (рос. Халилеенко Кирилл Игоревич)            | сержант                                                                    |                 | 03.03.2022    |                                             |
| 6.  | Ярославцев Всеволод Едуардович (рос. Ярославцев Всеволод)               | старший лейтенант                                                          | 24.09.1982      | 4.03.2022     | Маріуполь                                   |
| 7.  | Бєлолипецький Роман Геннадійович (рос. Белолипецкий Роман Геннадьевич)  | молодший сержант, гранатометник                                            | 14.05.1993      | 14.03.2022    |                                             |
| 8.  | Щербина Костянтин Сергійович (рос. Щербина Константин Сергеевич)        | єфрейтор, навідник-оператор                                                | 02.08.1997      | 18.03.2022    |                                             |
| 9.  | Ядров Максим Андрійович (рос. Ядров Максим Андреевич)                   | лейтенант, командир взводу                                                 | 11.04.1999      | 26.03.2022    |                                             |
| 10. | Каренко В'ячеслав Володимирович (рос. Каренко Вячеслав Владимирович)    | майор                                                                      | 12.03.1979      | 08.04.2022    |                                             |
| 11. | Бекмансуров Дамір (рос. Декмансуров Дамир)                              | єфрейтор                                                                   | 09.05.1996      | до 17.04.2022 |                                             |
| 12. | Кяшкін Даніїл Євгенович (рос. Кяшкин Даниил Евгеньевич)                 | старший лейтенант                                                          | 01.03.1996      | 20.04.2022    |                                             |
| 13. | Кузнєцов Максим Володимирович (рос. Кузнецов Максим Владимирович)       | лейтенант, командир взводу                                                 | 02.06.1997      | до 27.04.2022 | Херсонська область                          |
| 14. | Агафонов Петро Сергійович (рос. Агафонов Пётр Сергеевич)                | старший лейтенант, командир взводу                                         | 13.09.1994      | до 20.05.2022 |                                             |
| 15. | Юсупов Олександр Фердинандович (рос. Юсупов Александр Фердинандович)    | майор, комардир дивізіону                                                  | 30.04.1986      | 21.07.2022    |                                             |
| 16. | Іщенко Олексій (рос. Ищенко Алексей)                                    | старший лейтенант, командир роти                                           |                 | 29.08.2022    | Південь України(скоріше Херсонська область) |
| 17. | Витоптов Кирило Андрійович (рос. Вытоптов Кирилл Андреевич)             | снайпер мотострілкового відділення стрілкової роти                         | 08.07.2001      | 28.08.2022    |                                             |
| 18. | Самойличєв Павло Олегович (рос. Самойлычев Павел Олегович)              | сержант                                                                    | 13.07.1996      | 31.08.2022    |                                             |
| 19. | Сєдих Павло Романович (рос. Седых Павел Романович)                      | лейтенант, заступник командира роти танкового батальйону                   | 16.07.1998      | 10.09.2022    |                                             |
| 20. | Кузьмін Андрій Ігорович (рос. Кузьмин Андрей Игоревич)                  | капітан                                                                    | 19.01.1990      | 01.10.2022    | Херсонська область                          |
| 21. | Дьяченко Вадим Олександрович (рос. Дьяченко Вадим Александрович)        | кулеметник                                                                 | 23.08.2001      | 04.10.2022    | Дудчани                                     |
| 22. | Тотменін Олексій Анатолійович (рос. Тотменин Алексей Анатольевич)       | єфрейтор навідник мотострілкової роти                                      |                 | до 12.01.2023 |                                             |
| 23. | Забєлін Сергій Вікторович (рос. Забелин Сергей Викторович)              | сержант, командир відділення глибинної розвідки розвідувального батальйону | 23.12.1998      | 06.01.2024    | Гола Пристань                               |
| 24. | Шемягін Володимир Геннадійович (рос. Шемягин Владимир Геннадьевич)      | молодший сержант                                                           | 09.06.1989      | 14.07.2025    |                                             |